# Xã Craig, Quận Burt, Nebraska
Xã Craig (tiếng Anh: Craig Township) là một xã thuộc quận Burt, tiểu bang Nebraska, Hoa Kỳ. Năm 2010, dân số của xã này là 460 người.